# .uy
.uyは国別コードトップレベルドメイン（ccTLD）の一つで、ウルグアイに割り当てられている。ドメイン名は必ず第三レベルに登録される。

## 第二レベルドメイン
- .com.uy: 商業用
- .edu.uy: 教育機関用
- .gub.uy: 政府機関用
- .net.uy: インターネットサービスプロバイダ用
- .mil.uy: 軍事機関用
- .org.uy: 非営利団体用